# Грязнов, Фёдор Фёдорович
Фёдор Фёдорович Грязнов (1855 — 1906) — русский военачальник, генерал-майор Генерального штаба, исследователь Закавказья.

## Биография
Родился 13 мая 1855 года.
Окончив курс в Нижегородской военной гимназии и во 2-м военном Константиновском училище, был произведён в 1873 году в прапорщики 22-й артиллерийской бригады. В 1880 году Грязнов окончил Николаевскую академию генерального штаба и поступил в Офицерскую кавалерийскую школу. Окончив её в 1886 г., Грязнов нёс службу по генеральному штабу, командовал эскадроном, а в 1889 году был произведён в надворные советники и назначен вице-консулом в Армению в город Ван. Выполняя функции военного агента, он занимался военно-географическим изучением районов Северного Курдистана, прилегающих к российскому Закавказью.
Пробыв на этой должности около 6 лет, Грязнов был произведён в 1895 году в полковники генерального штаба и в 1897 году назначен командиром 45-го драгунского Северского полка; в 1899 г. он получил в командование лейб-гвардии Гродненский гусарский полк, 6 декабря того же года произведён в генерал-майоры, 1 декабря 1903 г. назначен начальником Николаевского кавалерийского училища.
Преданный кавалерийскому делу, он изучил его практически и научно, и в 1902—1903 гг. читал в Николаевской академии генерального штаба курс тактики кавалерии, изданный затем особой книгой под названием «Конница».
В 1905 году был назначен начальником штаба Кавказского военного округа. Руководил подавлением антиправительственных выступлений. 
16 января 1906 года Грязнов был смертельно ранен в Тифлисе бомбой, брошенной революционером когда карета генерала проезжала у Александровского сада напротив дворца наместника. Непосредственным исполнителем убийства был рабочий железнодорожных мастерских Арсен Джорджиашвили.
В 1921 году киносекцией Наркомпроса Грузии был снят пропагандистский кинофильм «Убийство Генерала Грязнова» (другое название «Арсен Джорджиашвили»).

## Награды
- Орден Святого Станислава 3 степени (1881);
- Орден Святой Анны 3 степени (1883);
- Орден Святого Станислава 2 степени (1886);
- Орден Святой Анны 1 степени (1889);
- Орден Святого Владимира 4 степени (1895);
- Орден Святого Владимира 3 степени (1895);
- Орден Святого Станислава 1 степени (1902);

Иностранные:
- Персидский Орден Льва и Солнца 2 степени (1893);
- Османский Орден Меджижие 3 степени (1896);
- Бухарский Орден Золотой звезды 2 степени (1897);
- Датский Орден Данеброг командорский крест I класса (1898);
- Персидский Орден Льва и Солнца 2 степени (1901);